# The Architect
 The Architect é o quarto álbum de estúdio da cantora e compositora inglesa Paloma Faith. Foi lançado pela Sony Music Entertainment no dia 17 de novembro de 2017..
| “ | “The Architect é um registro sobre observação social. Fiquei convencida de não escrever sobre amor. Eu queria olhar para fora de mim mesmo. Estou vindo com políticas na perspectiva comum entre homem ou mulher, observando por que as pessoas estão sofrendo. Cada canção do álbum é sobre um diferente bolso do mundo sócio-político que eu tenho investigado. Queria escrever algo mais moderno. Em álbuns anteriores, tenho estado mais preocupada com o passado, mas agora olhando adiante pela maternidade e quererendo mudar as coisas para um futuro melhor. É um casamento do antigo e do novo." | ” |

Paloma anunciou.

## Faixas
| The Architect – Versão standard |                                                                |                                                                                     |         |  |
| N.º                             | Título                                                         | Compositor(es)                                                                      | Duração |  |
| 1.                              | "Evolution" (featuring Samuel L. Jackson)                      |                                                                                     | 1:04    |  |
| 2.                              | "The Architect"                                                |                                                                                     | 3:25    |  |
| 3.                              | "Guilty"                                                       | Paloma Faith Thomas Barnes Peter Kelleher Benjamin Kohn Wayne Hector Ella Henderson | 4:19    |  |
| 4.                              | "Crybaby"                                                      | Faith Finley Dow-Smith Lindy Robbins Cleo Tighe                                     | 3:53    |  |
| 5.                              | "I'll Be Gentle" (featuring John Legend)                       |                                                                                     | 4:15    |  |
| 6.                              | "Politics of Hope" (featuring Owen Jones)                      |                                                                                     | 0:54    |  |
| 7.                              | "Kings and Queens"                                             |                                                                                     | 3:51    |  |
| 8.                              | "Surrender"                                                    |                                                                                     | 3:33    |  |
| 9.                              | "Warrior"                                                      | Sia Furler Samuel Dixon                                                             | 3:44    |  |
| 10.                             | "Til I'm Done"                                                 |                                                                                     | 3:44    |  |
| 11.                             | "Lost and Lonely"                                              |                                                                                     | 3:41    |  |
| 12.                             | "Still Around"                                                 |                                                                                     | 3:47    |  |
| 13.                             | "Pawns" (featuring Baby N'Sola, Janelle Martin & Naomi Miller) |                                                                                     | 0:51    |  |
| 14.                             | "WW3"                                                          |                                                                                     | 3:10    |  |
| 15.                             | "Love Me as I Am"                                              |                                                                                     | 4:31    |  |

| The Architect – Versão Deluxe |                                |                |         |  |
| N.º                           | Título                         | Compositor(es) | Duração |  |
| 16.                           | "Power to the Peaceful"        |                | 3:18    |  |
| 17.                           | "Tonight's Not the Only Night" |                | 3:47    |  |
| 18.                           | "My Body"                      |                | 3:48    |  |
| 19.                           | "Price of Fame"                |                | 3:00    |  |